# جمال يوسف
جمال يوسف هو ممثل مصري بدأ مسيرته الفنية عام 1997 بمسلسل زيزينيا الجزء الأول.

## الحالة الصحية
في سبتمبر 2020 أعلن بأنه مصاب بسرطان البلعوم وبأنه خضع للعديد من جلسات الكيماوي،وقد تسببت جلسات العلاج الإشعاعي في دخوله لغيبوبة لفترة داخل أحد مستشفيات القاهرة، بالإضافة إلى إصابته بحروق في رقبته والتهابات شديدة في أحباله الصوتية. ثم أعلن عن شفائه من المرض بعد رحلة قاسية معه.

## أعماله

### أفلام
- 1999:معتقل الحب
- 1999:صورة تذكارية (سهرة تليفزيونة)
- 1999: 24 قيراط (سهرة تليفزيونية)
- 2001:لحظات حب / اللحظات التي اختفت
- 2001:صعيدي رايح جاي
- 2001:أيام السادات
- 2002:عاوزين لعب
- 2002: بالشفاء إن شاء الله (سهرة تليفزيونية)
- 2003:فيلم هندي
- 2005:بحبك وبموت فيك
- 2008:الغابة
- 2009:عزبة آدم
- 2013:البرنسيسة
- 2014:ناشط في حركة عيال

### مسلسلات
- 1997:زيزينيا
- 1997:التوأم
- 1998:وادي فيران
- 1998:عمو فؤاد رجل أعمال
- 1998:أوراق مصرية ج1
- 1999:مذكرات ضرة
- 1999:عاطفة لا تموت
- 1999:سامحوني ماكنش قصدي
- 1999:حدوتة بعد النوم
- 1999:حارة الطيب
- 1999:جسر الخطر
- 1999:أم كلثوم
- 2000:وجع البعاد
- 2000:ناس من زمن فات
- 2000:ليلة مقتل العمدة
- 2000:قط وفار فايف ستار
- 2000:زيزينيا ج2: الليل والفنار
- 2000:دقات الساعة
- 2000:درب ابن برقوق
- 2000:حارة الطبلاوي
- 2000:أهل الدنيا
- 2000:العائلة والناس
- 2001:مقام المالطي
- 2001:قسمتي ونصيبي
- 2001:عيال محظوظة
- 2001:ضبط وإحضار
- 2001:شجر الأحلام
- 2001:خالف تعرف
- 2001:حواري وقصور
- 2001:تلال الغضب
- 2001:بوابة الحلواني ج4
- 2001:الكومي
- 2002:يحيا العدل
- 2002:قاسم أمين
- 2002:فارس بلا جواد
- 2002:شمس منتصف الليل
- 2002:رجل على الحافة
- 2002:حلم ابن السبيل
- 2002:الخيول
- 2002:البحار مندي
- 2002:الإمبراطور
- 2002:الأصدقاء
- 2002:اجري ..اجري ..اجري
- 2003:للسعداء فقط
- 2003:فارس الرومانسية
- 2003:غدر وكبرياء
- 2003:عاصفة الشك
- 2003:شباب أون لاين 2
- 2003:خان القناديل
- 2003:تعالى نحلم ببكره
- 2003:أنوار الحكمة
- 2003:الليل وآخره
- 2004:مصر الجديدة
- 2004:عباس الأبيض في اليوم الأسود
- 2004:تعالوا نكتب قصة
- 2004:بنت من شبرا
- 2004:أهل الرحمة
- 2004:المرسى والأرض
- 2004:القاهرة منفلوط والعكس
- 2004:أحلام البنات
- 2005:مبروك جالك قلق
- 2005:قناديل البحر
- 2005:شجرة الود
- 2005:ريا وسكينة
- 2005:دوائر الشك
- 2005:المنصورية
- 2005:المنادي
- 2005:ألف ليلة وليلة: سالم وغانم
- 2005:الظاهر بيبرس
- 2005:السيرة العاشورية: الحرافيش ج2
- 2005:الحب موتا
- 2005:أحلام في البوابة
- 2005:أحلام سارة
- 2006:ومضى عمري الأول
- 2006:مواطن بدرجة وزير
- 2006:لم تنسى أنها امرأة
- 2006:لا أحد ينام في الإسكندرية
- 2006:شخلول
- 2006:رجل وإمراتان
- 2006:حضرة المتهم أبي
- 2006:حدائق الشيطان
- 2006:بنت بنوت
- 2006:العندليب: حكاية شعب
- 2006:العزبة
- 2006:الجبل
- 2006:اسلحة دمار شامل
- 2007:قيود من نار
- 2007:غريب الدار
- 2007:صرخة أنثى
- 2007:سلطان الغرام
- 2007:سكة اللي يروح
- 2007:سعيد تعيس جدا جدا
- 2007:دنيا
- 2007:حنان وحنين
- 2007:حمد الله على السلامة
- 2007:حق مشروع
- 2007:إمرأة في شق الثعبان
- 2007:الفريسة والصياد
- 2007:الدالي ج1
- 2007:أزهار
- 2008:هيمة - أيام الضحك والدموع
- 2008:علي مبارك
- 2008:رمانة الميزان
- 2008:رست هاوس
- 2008:بنت من الزمن ده
- 2008:بعد الفراق
- 2008:العيادة ج1
- 2008:العنكبوت
- 2009:نساء لا تعرف الندم
- 2009:ليلة جواز بهية
- 2009:كلام نسوان
- 2009:في مهب الريح
- 2009:شطحات نسائية
- 2009:حكايات البنات
- 2009:حسين وتحسين
- 2009:تاجر السعادة
- 2009:أولاد الحلال
- 2009:الرجل والطريق
- 2009:البوابة الثانية
- 2009:الاخوه كرامه عوف
- 2009:أحلام نبيلة
- 2010:مملكة الجبل
- 2010:قضية صفية
- 2010:قصة حب
- 2010:سي عمر وليلى أفندي
- 2010:بيت العيلة ج2
- 2010:القطة العميا
- 2010:الفوريجي
- 2010:اختفاء سعيد مهران
- 2011:ميني سات
- 2011:لحظة ميلاد
- 2011:عابد كرمان
- 2011:خاتم سليمان
- 2011:الهاربة ج2
- 2011:الشحرورة
- 2011:الزناتي مجاهد
- 2012:قضية معالي الوزيرة
- 2012:عرفة البحر
- 2012:سر علني
- 2012:خطوط حمراء
- 2012:بفعل فاعل
- 2012:المنتقم
- 2012:الصفعة
- 2012:الإمام الغزالي
- 2012:أشجار النار
- 2012:أخت تريز
- 2012: 9 جامعة الدول
- 2013:القاصرات
- 2013:ألف سلامة
- 2013:العقرب
- 2013:الرجل العنّاب
- 2014:سيرة حب
- 2014:الصياد
- 2014:الخطيئة
- 2015:يوميات زوجة مفروسة أوي ج1
- 2015:حق ميت
- 2016:يوميات زوجة مفروسة أوي ج2
- 2016:شهادة ميلاد
- 2016: 7 أرواح
- 2017:طاقة القدر
- 2017:بين عالمين
- 2017:اللهم إني صايم
- 2017:السرايا
- 2017:اختيار إجباري
- 2018:قانون عمر
- 2019:الضاهر
- 2020:يا أنا يا جدو
- 2020:ونسني
- 2021:فارس بلا جواز
- 2021:ضل راجل
- 2021:ضد الكسر
- 2021:زينة
- 2021:اللي مالوش كبير
- 2021:الحرير المخملي
- 2021:إلا أنا ج2
- 2021:إجازة مفتوحة
- 2022:وجوه
- 2022:نقل عام
- 2022:فاتن أمل حربي
- 2022:بيت الشدة